# Gérard Le Lann
Pour les articles homonymes, voir Le Lann.
Gérard Le Lann est un informaticien français, directeur de recherche émérite chez INRIA. Il a travaillé sur le projet Cyclades avant de rejoindre Arpanet en 1973. Il fait partie des Pionniers de l'Internet (en).

## Biographie et travaux

### Formation
Gérard Le Lann est titulaire d'un DEA en mathématiques appliquées de l'université de Toulouse et d'un diplôme d'ingénieur de l'ENSEEIHT.
De retour des États-Unis au milieu des années 1970, il effectue un 3e cycle à l'Université de Rennes où il obtiendra un doctorat d'Etat en informatique, en 1977, tout en travaillant à l'Inria.

### Service militaire
Il est diplômé en 1966 d'une des deux seules écoles ingénieurs françaises à délivrer une formation à la programmation, celle de Toulouse. Il peut mettre à profit cette compétence  comme scientifique du contingent lors de son service service militaire dans un centre de simulation informatique de la marine nationale piloté par l'ingénieur-général Henri Boucher, un des pères du plan calcul, qui avait participé à sa genèse en 1963-1964. 
Il participe lors de son service militaire aux simulations pour le sous-marin nucléaire Le Redoutable, premier sous-marin de ce type construit par la France, capable d'emporter 16 missiles à tête nucléaire de type M20, dont la construction avait débuté en 1964 pour une entrée en service en 1971. 
Il effectue son service militaire de septembre 1966 à octobre 1969, au cours duquel il est élève officiel de réserve de septembre 1967 à mars 1969.
Il s'y lie avec Claude Kaiser, qu'Henri Boucher embauchera en 1969 à temps partiel à l'IRIA pour le projet Esope (informatique), préparant le futur ordinateur Iris 80, qui avait débuté à l'été 1968 sur un calculateur Scientific Data Systems (SDS). Concurrencé par une autre équipe, de l'école d'ingénieurs Sup'Aéro, qui travaille sur le même projet depuis 1967, intégrée à la CII fin 1969, Ésope sera brutalement arrêté et l'équipe dispersée après le changement de direction à l'IRIA du 1er juin 1972, quand André Danzin remplace Michel Laudet.
Il se lie aussi à un autre scientifique du contingent, Jean Le Bihan, qu'il retrouvera chez Cyclades lors de son embauche en 1972. Jean Le Bihan a alors chez Cyclades un poste « à l’organisation », aux côtés de Najah Naffah en charge des protocoles terminaux virtuels et de la bureautique, d'Hubert Zimmerman en charge du protocole de communication, et de Michel Gien, en charge des systèmes d’exploitation. Gérard Le Lann sera corédacteur, avec Michel Elie et Jean Le Bihan, du document de mai 1973 où Hubert Zimmermann présente à Arpanet le principe de fenêtre glissante testée à Rennes à l'hiver 1972-1973 par Gérard Le Lann.

### Carrière

#### Cern de Genève
Il commence sa carrière au CERN de Genève en 1969, où il a participé pendant trois ans à l'équipe préparant ce qui sera appelé "Réseau Omnet". Il fait partie de ceux chargés d'écrire une nouvelle version sur mesure du système d'exploitation de l'ordinateur Sigma 7, au moment de l'élaboration du premier collisionneur proton-proton au monde.
L'objectif était d'analyser en temps réel les clichés, très nombreux, pris par des capteurs dans les procédures simulatives d'accélération des particules, procurant aux chercheurs en physique des données d'analyse rapide permettant de comprendre ce qui se passait dans l’accélérateur de particules lors de l'entrée en collision, via un système de chambre à bulles aptes à capter les radiations et les trajectoires. Ce "projet Omega" était devait produire les logiciels d’acquisition des « photos » prises « au bon moment » et  les remonter vers l'ordinateur Sigma 7, via un réseau de huit mini-ordinateurs PDP "installés tout au long de l’accélérateur". Ce grand projet débouche au CERN sur la création du réseau Omnet.

#### Amélioration des réseaux Cyclades et Arpanet
Proposé par Philippe Renard, de la Délégation générale à l'informatique, puis contacté à la mi-1971 après la sortie du miniordinateur Mitra 15 et le renouvellent du Plan Calcul, finalement adoubé en novembre 1971 par François Sallé et Louis Bolliet, de la CII, Louis Pouzin prend son poste en décembre 1971 à l'IRIA pour créer le réseau Cyclades, où il recrute deux connaissances, Hubert Zimmermann pour diriger les protocoles et Jean-Louis Grangé pour diriger le réseau. Puis il embauche Jean Le Bihan, sur petite annonce, tout en se faisant prêter trois ingénieurs de la CII, Michel Elie, Jean-Louis Touchard et Philippe Chailley. Il part ensuite aux Etats-Unis début janvier pour visiter les concepteurs et les sites de l'arpanet américain, en revenant "fin février". En mars, il décide avec Hubert Zimmermann et Jean-Louis Grangé d'opter pour un réseau en pur datagramme, et de confier la correction des erreurs de transmission à un protocole de bout en bout. A l'été 1972, il reçoit Gérard Le Lann après avoir entendu parler, par Claude Kaiser, de son expérience au Cern et de son souhait d'aller aux USA. Il lui propose de passer un an là-bas, après une mission "centrée sur les premiers protocoles", consistant à tester le protocole NCP d'arpanet et celui du réseau Cyclades, en créant pour cela une équipe à Rennes. De son côté, Jean-Louis Grangé multiplie les réunions à Boston et Cambridge avec Dave Walden, directeur technique de Bolt, Beranek and Newman, qui vient en retour en France. D'autres ingénieurs américains viennent à Paris fin 1972,. L'un d'eux, David Postel, le développeur des routeurs BBN, et un de ses collègues, sont recrutés sous contrat par le réseau Cyclades, qui organise ensuite en novembre 1972 une démonstration devant leurs patrons américains, à Washington. Selon l'historienne Valérie Schafer, pour éviter ces voyages incessants entre la France et les Etats-Unis, mais aussi interconnecter les deux réseaux, une liaison télécoms est proposée mais refusée en raison du prix exorbitant exigé par les PTT, 13 millions de francs, soit 13 fois le budget de l'appel d'offres gagné par BBN en septembre 1968 pour bâtir Arpanet. 
À Rennes, "pendant l'hiver 1972", en lien avec les équipes de Grangé et Zimmermann, Gérard Le Lann "conçoit un simulateur" d'arpanet et réseau Cyclades dans le langage Simula 67 d'Ole-Johan Dahl et Kristen Nygaard, lui permettant de "créer des modèles de noeuds de réseau et de stations connectées et d'observer leur comportement dans le temps". Au cours de ces observations, il "imagine le mécanisme de fenêtre glissante", un s"ystème qui permettra, au printemps 1973 à l'équipe Cyclades de Roquencourt de créer une version plus fiable de son protocole qui sera intégrée plusieurs années plus tard" dans le schéma de TCP. La fenêtre glissante module les flux en cas de congestion du réseau causé par des usages changeant ou croissant.
En "avril 1973, Louis Pouzin" l'envoie aux Etats-Unis, pour y "travailler en tant que visiting scientist", afin d'y "compléter ses travaux sur la simulation de protocoles" qui l'ont amené à "inventer le principe de la fenêtre glissante". Parti "à la demande de Louis Pouzin", il effectue une tournée des centres Arpanet au printemps 1973,, à Washington, Cambridge, Los Angeles, et Palo Alto, où Vinton Cerf, venu de Los Angeles, a été nommé un an plus tôt professeur et à qui il a apporté les résultats de ses simulations, ce dernier les jugeant "très utiles". Il se fixe alors dans l'équipe de Vinton Cerf, où il "aidera ainsi les chercheurs de l'Arpanet à améliorer leur propre protocole de communication tout en nourrissant ses collègues restés à Roquencourt d'idées puisées outre-Atlantique. Entre-temps a été publié en mai 1973 un document dont il est coauteur avec Michel Elie, architecte réseau de la CII, Jean-François Chambon, Jean Le Bihan, et Hubert Zimmermann, responsable des protocoles chez Cyclades. Ce document sera cité par Vinton Cerf et Robert Kahn en dans leur "proposition fondatrice" de mai 1974 présentant la future architecture de TCP-IP. C'est l'un des deux documents qui y sont explicitement cités, l'autre, l'ayant précédé, en janvier 1973,  présentant les routeurs en pur datagramme du réseau "Mitranet", "nom anglais pour Cigale", d’emblée basé sur la technologie du datagramme. Par la suite, Vinton Cerf reconnaitra à nouveau "publiquement qu'il s'était inspiré du réseau Cyclades pour créer TCP/IP".
En juin à Stanford, "dès son arrivée il montre à Vinton Cerf comment résoudre les problèmes de contrôle de flux avec ce mécanisme et contribue alors à la rédaction de la spécification initiale du Transfert Control Protocol". 
Les protocoles TCP et IP sont alors entrés en préparation pour succéder au Network Control Protocol (NCP), démarche amorcée par un croquis dessiné en mars 1973 par Vinton Cerf pour Robert Kahn puis les Request for comments (RFC) abordant à ce sujet "les questions fondamentales" dans les protocoles dits "de bout en bout". Au sein de l'équipe d'une demi-douzaine de doctorants et un ou deux ingénieurs réunis par Vinton Cerf, il continue à se consacrer aux problèmes de synchronisation, contrôle des flux et des erreurs, défaillances tout en prenant le temps d'échanger avec Robert Metcalfe qui travaille non loin pour Xerox. Il ne se rappelle pas d'autres "Européens en immersion dans des équipes d'Arpanet". Sur les lieux, une plaque le cite parmi les concepteurs du TCP/IP, reproduite sur une page entière dans le livre publié par Claude Rigault chez Hermés science en 2010.

#### Travail sur l'informatique distribuée
Rentré en France en 1974, alors qu'on lui "proposait des opportunités de travail en or" aux USA, il rejoint l'équipe de Cyclades et participe au "projet Sirius" de l'IRIA, lancé en 1976 sous la direction de Jean Le Bihan, consacré aux applications de l'informatique distribuée, avec Michel Adiba, Jean-Claude Chupin, Robert
Demolombe, Christian Esculier, Gérard Le Lann, Witold Litwin, et Georges Gardarin, qui aboutira au début des années 1980 et permet la mise en œuvre en 1981 d'un Système de gestion de base de données prototype dénommé Sirius-Delta, fonctionnant sur un réseau de trois ordinateurs.
A la même époque, il se tient à l'écart de l'élaboration des normes l'OSI, car il déteste les réunions de comités de normalisation", qui "mettent trop de temps à atteindre la convergence" et a commencé à donner un cours sur les réseaux informatiques à l'université de Rennes, sur l'informatique distribuée, où il soutient sa thèse d'Etat en 1977, et publie la même année un article fondateur[réf. nécessaire] sur une approche formelle des systèmes distribués et au début des années 1980 des résultats de recherches déterminants[réf. nécessaire] sur les bases de données distribuées.
Il reçoit en 2012 le prix Lamb de l'Académie des Sciences.